# Twilight Zone Tower of Terror
Der Twilight Zone Tower of Terror – üblicherweise auch Tower of Terror – ist eine Kombination aus einer Freifall-Attraktion und einer Themenfahrt in mehreren Disney-Themenparks.

## Standorte

### Übersicht
- Disney’s Hollywood Studios in Lake Buena Vista bei Orlando, Florida
- Disney’s California Adventure Park in Anaheim, Kalifornien
- Walt Disney Studios Park im Disneyland Paris, Frankreich.
- Tokyo Disney Resort in Japan

### Disney’s Hollywood Studios, Florida –The Twilight Zone Tower of Terror
Der Turm in Florida hat Anklänge des Italianate-Stil oder des Mediterranean Revival Style, welcher Elemente mediterraner Architektur zitiert.

#### Lage
Am Ende des Sunset Boulevards (Mainstreet Hollywood Studios Park) steht der Twilight Zone Tower of Terror auf einer Anhöhe. Durch eine Gartenanlage, vorbei am Hotel gelangt man in die Lobby des Hollywood Tower Hotel. Die Hintergrundgeschichte besteht aus einer fiktiven Folge der Twilight Zone, einer amerikanischen Mystery TV-Serie. In den 1930er Jahren verschwanden fünf Personen im Aufzug des Hollywood Tower Hotels, nachdem ein Blitz in das Gebäude einschlug. Nun gehen die Gäste den Geschehnissen auf die Spur und fahren mit dem Lastenaufzug durch verschiedene Szenen und erleben eine Mischung aus einem Freifallturm und einer Themenfahrt.

#### Wartebereich
Durch die Lobby kommt man in eine der zwei Bibliotheken (im Originalen: Library), in denen auf einem schwarz-weißen Bildschirm die Geschichte genau erklärt wird. Der Film ist dabei stilistisch stark an den alten Folgen der Twilight Zone orientiert. Besonders deutlich macht dies die Sequenz mit Rod Serling, dem Moderator der amerikanischen Mysteryserie.
Weiter geht es durch den Maschinenraum, (im Originalen: Boiler Room) in dem alte Maschinenteile und Attrappen der Fahrstuhltechnik zur Schau gestellt werden. Die Gäste werden von einem Mitarbeiter empfangen und auf die insgesamt vier Stationen verteilt.

#### Beladung
Die Besucher werden hierzu in sechs Linien eingeteilt. Dabei setzt sich Linie 6 (vier Personen) in die erste Reihe links (vom Einstieg aus gesehen), die Linie 1 (mit drei Personen) in die erste Reihe rechts. Linie 5 ist gleich der 6. mit den Unterschied, dass man in der zweiten Reihe sitzt und Linie 2 sitzt in gleicher Reihe hinter Linie 1. Linie 3 und 4 bilden die letzte mit wieder jeweils drei (rechts) und vier (links) Sitzplätzen. Somit ergibt sich eine Kapazität von 21 Personen pro Fahrt. Nun werden die Gäste gebeten ihre Gurte zu kontrollieren. Der Cast Member (Disney-Ausdruck für Mitarbeiter) verlässt die Kabine, die Fahrt startet und das Licht im Aufzug geht aus. Insgesamt gibt es zwei Fallschächte die parallel zueinander verlaufen, in jedem Schacht fahren drei Aufzüge. Gesichert ist man durch einen Zweipunktgurt. Die Boarding- bzw. Showschächte gibt es vier Mal, jeweils zwei führen im 5th Dimension Room zusammen und führen nach dem Ausstieg im Keller wieder zusammen. Für diesen Vorgang wird die Gondel um 90 Grad gedreht.

#### Fahrt
Nach dem Beladen fährt der Wagen aufwärts und hält vor einem Flur. Mit dem Theatertrick Pepper’s ghost werden die einst verschollenen Gäste in den Hotelflur projiziert. Der Aufzug fährt weiter nach oben, die Tür öffnet sich. Diesmal bewegt er sich langsam nach vorne. Als einzige Version von dreien bietet diese den 5th Dimension Room, einen weiteren Flur mit Sternen und weiteren Projektionen. Hier fährt man vorwärts durch bis zum Fallschacht. Zwei der vier Showschächte laufen hier an einer Weiche zusammen. Am Fallschacht angekommen wird der Wagen nach unten oder oben beschleunigt, die Fahrprogramme werden dem Zufall nach gewechselt. Die maximale Geschwindigkeit beträgt 13 m/s, diese Geschwindigkeit wird durch Motoren mit einer Leistung von 12.000 PS erzeugt. Mitten in der Fahrt öffnet sich eine Tür und man hat den freien Ausblick auf die Hollywood Studios und den Eingangsbereich des Rock ’n’ Rollercoaster.  Die Ausstiegsplattform befindet sich hierbei auf Etage Null, der Einstieg im ersten Stockwerk.

### Disney’s California Adventure Park, Kalifornien

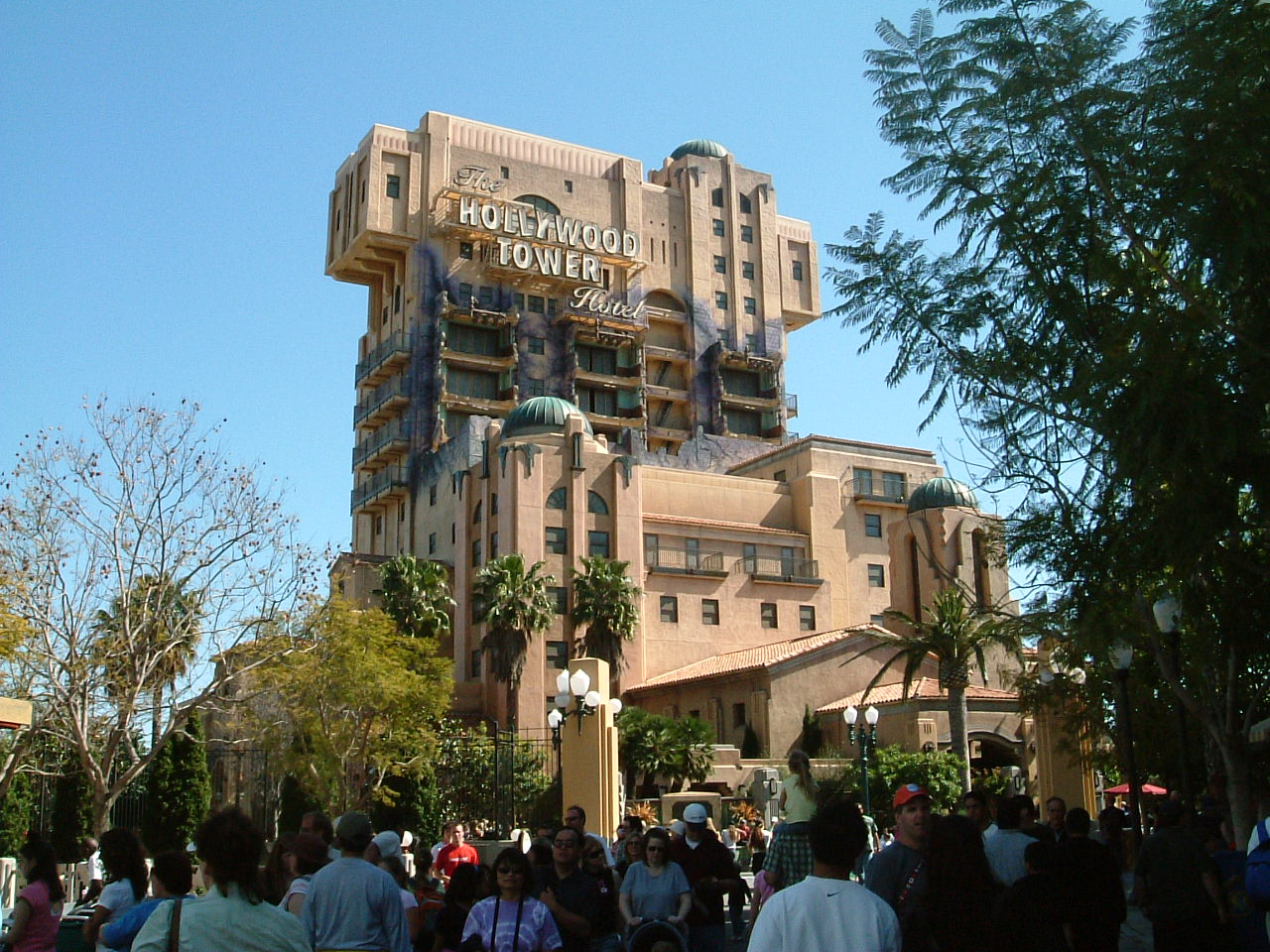
Disney’s California Adventure Tower of Terror

#### 2004–2017:The Twilight Zone Tower of Terror
Der Turm in Kalifornien ist im Art-déco-Stil gehalten.
Der Eingang der Attraktion im California Adventure ähnelt dem Turm in Florida. In beiden Parks ist der Wartebereich vor dem Hotel bzw. führt nebenher. Die Fahrt beginnt bei diesen Versionen mit einem Halt an einem Spiegel, wo die Insassen sich selbst sehen. Das Licht wird dunkler und die Besucher sehen sich als Geister wieder. Der Fahrstuhl simuliert ein Erdbeben, schließlich sind alle Insassen im Spiegelbild verschwunden.
Die nächste Szene (die Flurszene) ist fast identisch mit der Version in Florida. Der Unterschied liegt darin, dass in dieser Szene der 5th Dimension Room ersetzt wird. Die gegenüberliegenden Fahrstuhltüren bleiben als einzige sichtbar, nachdem das Licht erlischt. Der gesamte Raum hüllt sich in Sterne ein. Die Fahrstuhltüren am Ende öffnen sich, man sieht die Insassen, die in der Nacht verschwunden sind. Eine geringe Zeit später fällt man selbst wenige Meter, so befinden sich die Showszenen auf einer Höhe von etwa 20 Metern. Nach dem Fall schnellt die Kabine nach oben und die Türen öffnen sich. Kurz bevor man wieder fällt wird das Fahrtfoto geschossen. Noch einmal fährt die Kabine bis zur Spitze des Schachtes, stürzt allerdings ohne Halt in die Tiefe und die Fahrt endet nach einem weiteren Fall. Im Gegensatz zum Tower of Terror in Florida gibt es einen Schacht, der Darkridepart und Fallschacht in einem ist. Zum Beladevorgang wird der Wagen in eine Nische gefahren, in der die Besucher ein und aussteigen können. Pro Schacht können zwei Wagen fahren. Insgesamt gibt es drei Schächte, welche alle parallel verlaufen.
Der Ausstieg befindet sich an der gleichen Stelle wie der Einstieg. Wenn man einsteigt, geht man zunächst durch die erste Tür, anschließend kurz durch einen Flur und gelangt erst dann in die Fahrkabine. Nach dem Ausstieg verlässt man die Attraktion durch den Flur. Diejenigen, die sich kurz vor dem Einstieg (bei der Reiheneinteilung) gegen eine Fahrt entschieden haben, können die Attraktionen ohne in die Kabine zu gehen durch den Flur verlassen.

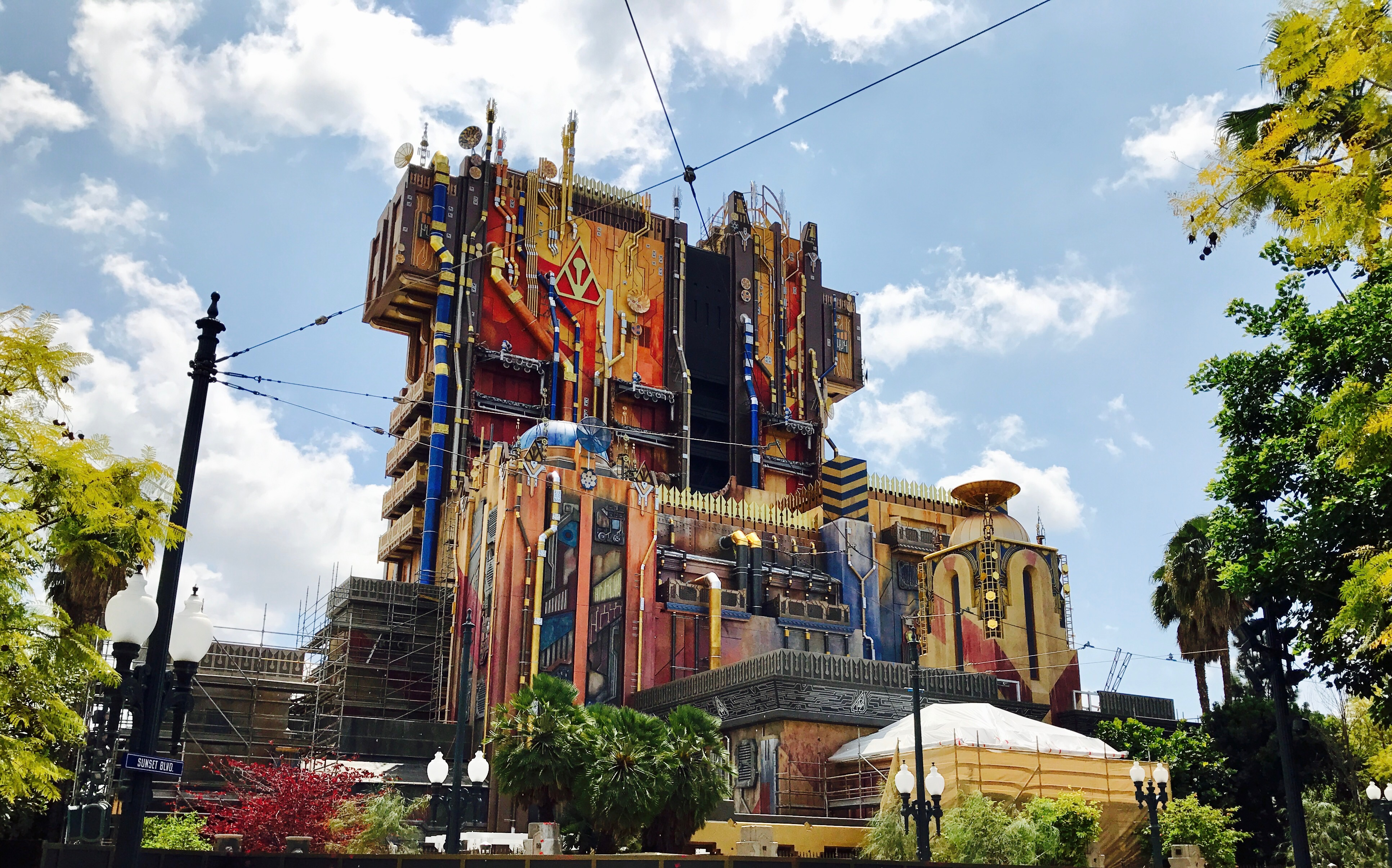
Der kalifornische Tower nach der Umgestaltung 2017

#### Seit 2017:Guardians of the Galaxy– Mission: Breakout!
Während der San Diego Comic-Con 2016 wurde bekannt gegeben, dass der kalifornische Turm thematisch neu gestaltet werden soll. Die Storyline basiert nun auf Figuren und Ereignissen der Guardians-of-the-Galaxy-Filmreihe.
Die Attraktion wurde am 2. Januar 2017 geschlossen und in den folgenden Monaten außen und innen komplett überarbeitet. Als „Guardians of the Galaxy – Mission: Breakout!“ wurde die neue Version am 27. Mai 2017 wieder eröffnet.

### Walt Disney Studios Park, Paris –The Twilight Zone Tower of Terror
Der Tower of Terror in Paris ist annähernd eine 1-zu-1-Kopie der ursprünglichen Version in Kalifornien.

### Tokyo DisneySea Park, Japan –Tower of Terror

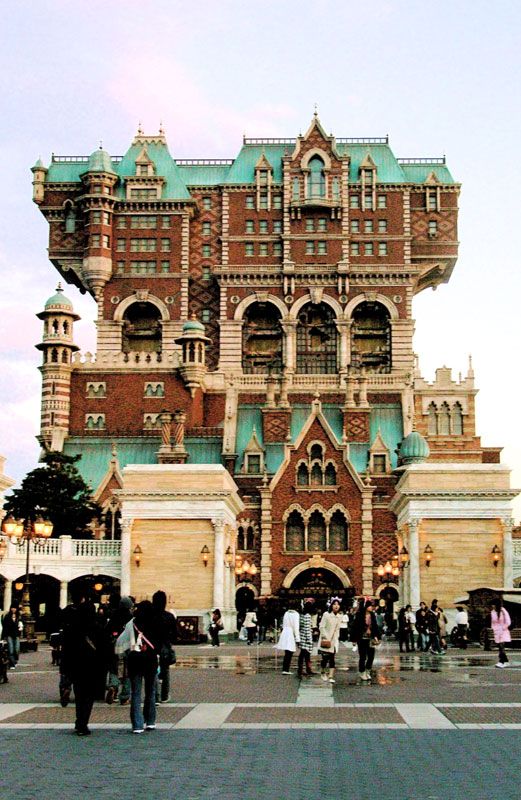
Tokyo DisneySea Tower of Terror

Die Thematik des Tower of Terror in Tokio ist eine gänzlich andere. Der japanische Turm ist neogotisch gestaltet (zum Beispiel mit Elementen des Scottish-Baronial-Stils) und greift eine Geschichte aus dem 19. Jahrhundert in New York auf. Harisson Hightower, Besitzer des Hotel Hightower, verschwindet mit dem Totem Shiriki Untundu. Die Preshow findet nicht in einer Bibliothek statt, sondern in Hightowers Arbeitszimmer.
Wie die Pariser und kalifornische Version wird auf den 5th Dimension Room verzichtet. Die Fahrt beginnt hier mit einem Hotelflur, wo die Geschichte noch einmal erläutert wird. Weiter geht es zum Spiegel, der die gleiche Funktion wie die Tower in Paris und Kalifornien haben. Danach kommt die Hauptfahrt im freien Fall. Der japanische Tower of Terror besitzt auch drei Schächte mit zwei Wagen pro Schacht. Die Gäste werden im Gegensatz zu allen anderen Towern mit Dreipunktgurten gesichert. Kritiker bemängeln ein sanfteres Fahrprogramm der japanischen Attraktion.

## Parallelen zur TV-Serie
Durch die Inspiration durch die amerikanische Mysteryserie Twilight Zone, sind einige Hinweise, wenn auch versteckt, in der Attraktion zu finden.
Das Video in der Preshow wurde zum Teil aus der Folge It’s a Good Life. geschnitten. Der Ton wurde nachträglich von Mark Silverman aufgenommen.
Im Wartebereich vor dem Beladen der Fahrkabinen befindet sich ein Wartungszertifikat, das auf dem 31. Oktober 1929 datiert ist und von einem Cadwallader unterschrieben wurde, der auch in der Episode Escape Clause vorkommt und sich letztendlich als Teufel identifiziert.
Auch aus der Folge It’s a Good Life. ist der Name Anthony Fremont, der laut Auslage im Foyer diesen Abend im Tip Top Club spielt, jenem Ort, an dem die Besucher des Hotels mit dem Servicelift fahren sollen. In der Serie ist die Person allerdings kein Musiker, sondern ein kleiner Junge mit übernatürlichen Fähigkeiten.
Weitere Hinweise verstecken sich unter den Bildschirmen an dem Fotoverkauf. Dort liegt zum Beispiel ein Spielzeugtelefon aus der Episode Long Distance Call.

## Verfilmung
Im Jahre 1997 erschien basierend auf der Geschichte des Tower of Terrors der Spielfilm Im Jenseits sind noch Zimmer frei. Dieser wurde in Florida (Dreharbeiten an der Attraktion) und Los Angeles gedreht. Der originale Titel lautet Tower of Terror.
Somit lehnt sich die Attraktion nur an die Serie Twilight Zone an, greift aber keine deren Folgen auf bzw. suggeriert dem Besucher sich in einer neuen, eigens für den Fahrgast erfundenen Episode zu befinden.